# Wojciech Królik
Pour les articles homonymes, voir Królik.
Wojciech Królik, né le 27 juillet 1960, en Pologne, est un ancien joueur de basket-ball polonais. Il évolue au poste de meneur. 